# Saint-Pierre-de-Buzet
 Saint-Pierre-de-Buzet  là một xã của tỉnh Lot-et-Garonne, thuộc vùng Nouvelle-Aquitaine, tây nam nước Pháp.